# Хірам IV
Хірам IV (д/н — бл. 490 до н. е.) — цар Тіра. У давньогрецького історика Геродота названий Сіромом.

## Життєпис
Ймовірно був сином або братом царя Ітобаала IV. Посів трон десь наприкінці 520-х—на початку 510-х років до н. е. Про нього вкрай обмежені відомості. Ймовірно зберігав вірність перським царям та активно розбудовував міста й флот (став другим після сідонського).
Помер до 490 року до н. е. Йому спадкував син або інший родич Маттан III.